# Ibra Dabo
Ibra Dabo es un deportista maliense que compitió en taekwondo. Ganó una medalla de bronce en el Campeonato Africano de Taekwondo de 2014, en la categoría de –63 kg.

## Palmarés internacional
| Campeonato Africano | Campeonato Africano | Campeonato Africano | Campeonato Africano |
| Año                 | Lugar               | Medalla             | Categoría           |
| ------------------- | ------------------- | ------------------- | ------------------- |
| 2014                | Túnez (Túnez)       | Medalla de bronce   | –63 kg              |